# Neoscaptia fasciconitens
Neoscaptia fasciconitens är en fjärilsart som beskrevs av Rothschild 1912. Neoscaptia fasciconitens ingår i släktet Neoscaptia och familjen björnspinnare. Inga underarter finns listade i Catalogue of Life.